# Lennie von Graevenitz
Helmuth Arthur Otto Leonard „Lennie” von Graevenitz (ur. 3 stycznia 1935 w Johannesburgu, zm. 9 września 2010 w Pretorii) – południowoafrykański pięściarz. Reprezentant kraju podczas igrzysk olimpijskich w 1952 w Helsinkach.
Na igrzyskach w Helsinkach wystąpił w turnieju wagi koguciej. W pierwszej rundzie wygrał z Argentyńczykiem Rómulo Parésem. W drugiej wygrał z Ion Zlătaru z Rumunii w walce o strefę medalową przegrał z Pentti Hämäläinenem z Finlandii.